# Portor
Portor (llamada oficialmente Santa María de Portor) es una parroquia y un lugar español del municipio de Negreira, en la provincia de La Coruña, Galicia.

## Entidades de población
Entidades de población que forman parte de la parroquia:
- Fontemirón
- Piñeiro
- Pontemaceira (A Ponte Maceira)
- Portor
- Rebordáns
- Saleiróns
- Os Outeiros

## Demografía

### Parroquia
| Gráfica de evolución demográfica de Portor (parroquia) entre 2000 y 2018 |
|                                                                          |
| Datos según el nomenclátor publicado por el INE.                         |

### Lugar
| Gráfica de evolución demográfica de Portor (lugar) entre 2000 y 2018 |
|                                                                      |
| Datos según el nomenclátor publicado por el INE.                     |